# خازیمان
خازیمان (انگلیسی: Khaziman) یک شهرک در شهرستان بوزدیاکسکی باشقیرستان کشور روسیه است.